# Cook, Welton & Gemmell
Cook, Welton and Gemmell était un constructeur naval basé à Kingston upon Hull et Beverley, East Riding of Yorkshire, Angleterre. Ils ont construit des chalutiers et d’autres petits navires.

## Historique

### Fondation et déménagement à Beverley
L’entreprise a été fondée en 1883 sur South Bridge Road, à Kingston upon Hull, sur la rive de la Humber. Les associés fondateurs étaient William James Cook, Charles Keen Welton et William Gemmell. En 1901-1902, l’entreprise déménagea à neuf milles en amont sur la rivière Hull vers un nouveau chantier à Grovehill, Beverley, racheté à Cochrane, Hamilton & Cooper. Le chantier avait été fondé par Andrew Cochrane en 1884. C’était l’un des rares chantiers navals pratiquant le lancement sur le côté.

### Prospérité et déclin
Le nouveau chantier produisait initialement des chalutiers et des baleiniers, mais le dragage qui fut réalisé sur la rivière Hull rendit possible la construction de plus gros navires. Pendant les deux guerres mondiales, le chantier a construit un grand nombre de navires pour la Royal Navy, tels que des dragueurs de mines et des chalutiers anti-sous-marins. Dans l’Entre-deux-guerres, il a consolidé sa réputation de constructeur de chalutiers de haute qualité et a continué à prospérer dans les années 1950. En 1954, le chantier naval employait 650 travailleurs et construisait 15 navires (dont trois dragueurs de mines, quatre chalutiers et un remorqueur), mais en 1960, la main-d’œuvre était tombée à 600 personnes. Après avoir lutté pour trouver des commandes, Cook, Welton & Gemmell construisirent leur dernier navire en 1962 et entamèrent une liquidation volontaire en 1963.

### Changements de propriétaires
La société a été reprise par Charles D. Holmes & Co en mars 1963 et le nom de la société a changé pour Beverley Shipbuilding and Engineering Co Ltd. C. D. Holmes a ensuite été repris en juillet 1973 par Drypool Group, qui à son tour a été mis en liquidation en 1975. Le chantier a ensuite été repris par Whitby Shipyard Ltd le 1er juillet 1976. Cette société a changé son nom pour Phoenix Shipbuilders Ltd en décembre 1976 et a eu un séquestre nommé en mai 1977, ce qui a entraîné la fermeture du chantier de Beverley avec près de 180 licenciements. Le site est revenu aux propriétaires fonciers, Beverley Borough Council, et a ensuite été développé sous le nom de Acorn Industrial Estate.